# يان كاتس
يان كاتس (بالإنجليزية: Ian Katz)‏ هو صحفي ومنتج تلفزيوني بريطاني، ولد في 1967 في جنوب أفريقيا.

## وصلات خارجية
- يان كاتس على موقع IMDb (الإنجليزية)
- يان كاتس على موقع قاعدة بيانات الفيلم (الإنجليزية)